# South Holland
South Holland – dystrykt w hrabstwie Lincolnshire w Anglii. W 2011 roku dystrykt liczył 88 270 mieszkańców.

## Miasta
- Crowland
- Holbeach
- Long Sutton
- Spalding

## Inne miejscowości
Deeping St. Nicholas, Donington, Fleet Hargate, Gedney Hill, Gedney, Gosberton, Guthram Gowt, Holbeach St. Johns, Hop Pole, Moulton, Pinchbeck, Pode Hole, Quadring, Surfleet, Sutton Bridge, Tongue End, Weston Hills, Whaplode.